# ويليام دوماس
ويليام دوماس هو سياسي فرنسي، ولد في 23 يناير 1942 في نيم في فرنسا. نشط حزبياً في الحزب الاشتراكي.

## مناصب
- انتخب نائب فرنسي عن دائرة Gard's 5th constituency [الإنجليزية]‏ وقد انضم خلال فترته النيابية (20 يونيو 2012 – 20 يونيو 2017) للكتلة البرلمانية .
- انتخب نائب فرنسي عن دائرة Gard's 5th constituency [الإنجليزية]‏ خلال فترته النيابية [الإنجليزية]‏ (20 يونيو 2007 – 19 يونيو 2012).
- انتخب عضو المجلس العام  [لغات أخرى]‏.
- انتخب Mayor of Fons ‏ (18 مارس 2001 – 16 مارس 2008).
- انتخب نائب فرنسي عن دائرة Gard's 5th constituency [الإنجليزية]‏ وقد انضم خلال فترته النيابية  [لغات أخرى]‏ (21 يونيو 2004 – 19 يونيو 2007) للكتلة البرلمانية اليسار الاشتراكي، الراديكالي، المواطني والمتنوع [الإنجليزية]‏.

## وصلات خارجية
- الموقع الرسمي